# David Grennan
Pour l’article homonyme, voir Grennan.
| (215016) Catherinegriffin | 21 octobre 2008 |
| (312546) 2009 FV19        | 22 mars 2009    |

David Grennan est un astronome amateur irlandais, informaticien de profession,. Son observatoire est à Raheny.
Le Centre des planètes mineures le crédite de la découverte de deux astéroïdes numérotés, effectuée entre 2008 et 2009.
Avec la découverte de SN 2010ik au sein de la galaxie UGC 112, il est également devenu le premier Irlandais à découvrir une supernova,.